# Казимир Лищинський
Казимир Лищинський (пол. Kazimierz Łyszczyński; 4 березня 1634, Лищиці, Берестейське воєводство — 30 березня 1689, Варшава) — польський філософ-атеїст, родом із Берестейщини, автор трактату «Про неіснування бога» (лат. «De non existentia Dei»). Певний час жив і працював у Львові. Його звинувачено в атеїзмі й за вироком суду було страчено. Рукопис трактату спалили, на сьогодні відомо лише п'ять невеликих фрагментів; їх знайшов 1957 року польський філософ та історик атеїзму Анджей Новицький.